# Jüdische Elementarschule (Bretten)
Die Jüdische Elementarschule in Bretten, einer Stadt im Landkreis Karlsruhe im nördlichen Baden-Württemberg, war eine Elementarschule, die 1835 gegründet wurde. Sie wurde von der Jüdischen Gemeinde Bretten unterhalten. Das badische Judenedikt von 1809 gestattete den jüdischen Gemeinden, eigene Schulen zu errichten, sofern sie die Kosten dafür übernahmen.

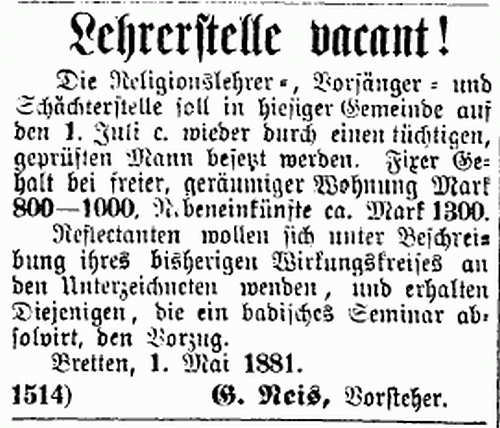
Anzeige in Der Israelit vom 18. Mai 1881

Die Schule befand sich in der Straße Engelsberg, wo auch die Synagoge und das Rabbinerhaus stand. Die jüdischen Elementarschulen wurden mit der Einführung der Simultanschulen im Großherzogtum Baden im Jahr 1876 aufgelöst. Die jüdische Schule in Bretten wurde bis in die 1920er Jahre als Religionsschule weitergeführt.